# UFA

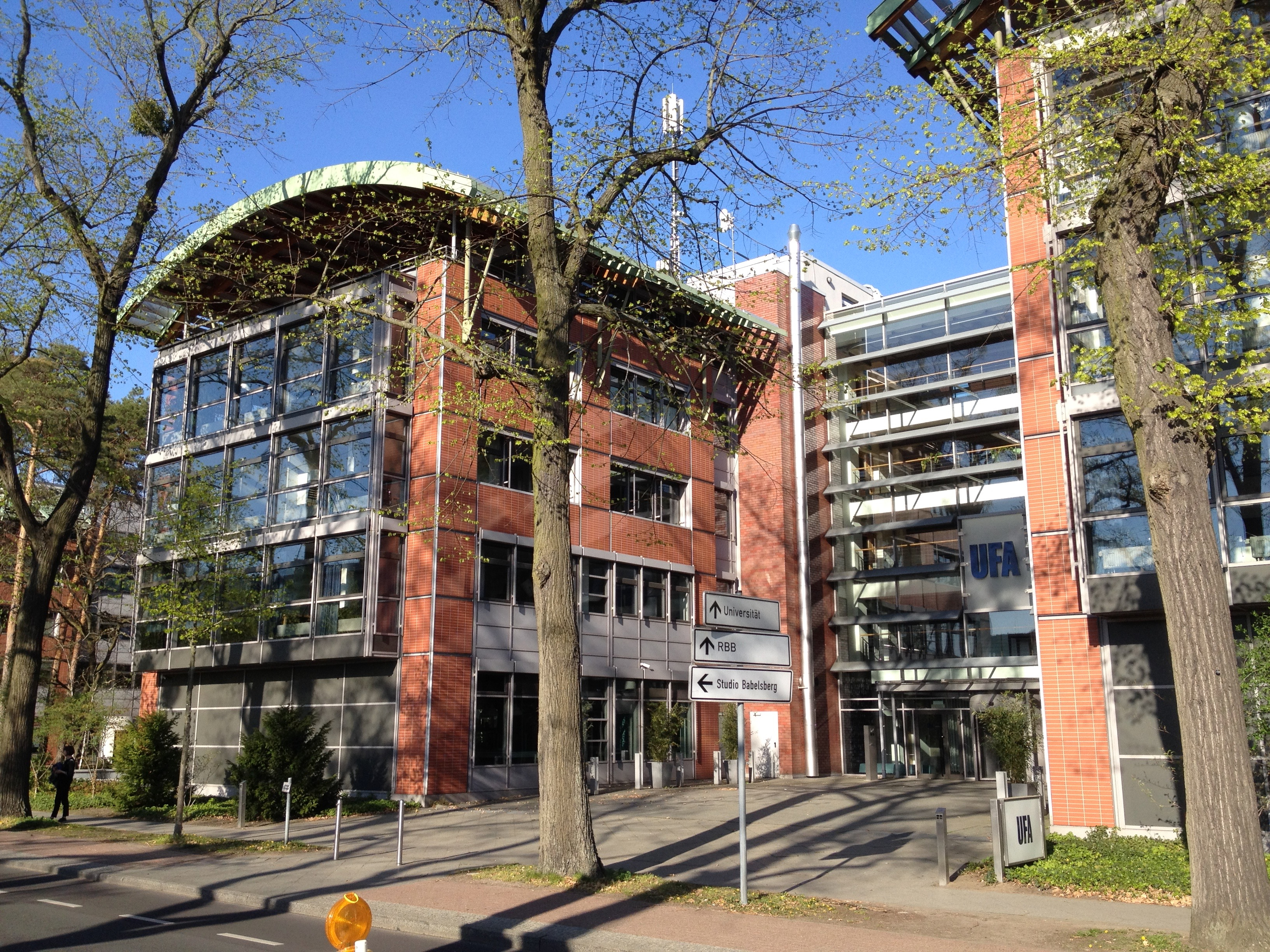
Sitz der UFA GmbH in Potsdam

Die UFA GmbH (bis 1991 Universum Film AG, kurz Ufa, bis 2013 UFA Film & TV Produktion GmbH, kurz UFA) ist ein Filmunternehmen mit Hauptsitz im Potsdamer Stadtteil Babelsberg.
Das 1917 als Ufa gegründete Unternehmen ist eng mit der Geschichte des deutschen Films verbunden und zählt zu den ältesten Filmfirmen in Europa.
Die heutige UFA GmbH ist ein Tochterunternehmen des international tätigen Medienkonzerns Bertelsmann und gilt gegenwärtig als eine der größten deutschen Firmen im Bereich der Fernsehfilm- und TV-Produktionen.

## Geschichte

### Gründung und Anfangsjahre (1917–1933)

Logo (1917 bis 1991) – das lange „f“ zeichnet einen Filmstreifen, der sich an den Enden einrollt.

Eine Vorstufe zur Gründung der Ufa war das von der Obersten Heeresleitung am 13. Januar 1917 eingerichtete Bild- und Filmamt (Bufa). Die Aufgabe dieser Behörde, die als Reaktion auf den empfundenen Vorsprung der Feinde auf dem Gebiet der filmischen Propaganda gegründet wurde, bestand darin, auch im eigenen Land den Film für die psychologische Kriegführung nutzbar zu machen.
Die Pläne des deutschen Generalstabs, insbesondere von Erich Ludendorff, gingen jedoch weit über die Einrichtung des Bufa hinaus. Ihm schwebte ein großer Filmkonzern vor, der – vom Staat gesteuert – den nationalen Interessen dienen sollte. Unter diesem Vorzeichen wurde die Universum-Film Aktiengesellschaft (Ufa) am 18. Dezember 1917 in Berlin als Zusammenschluss privater Filmfirmen gegründet. Das Startkapital der Firma, an der neben der geheimen Beteiligung der Reichsregierung und des Kriegsministeriums auch die Deutsche Bank beteiligt war, betrug 25 Millionen Mark. Aufsichtsratsvorsitzender wurde das Vorstandsmitglied der Deutschen Bank, Emil Georg von Stauß.
Statt der Neugründung hatte der Generalstab zunächst auch eine Übernahme der erst 1916 gegründeten Deutschen Lichtbild-Gesellschaft e. V. (DLG) in Betracht gezogen, die jedoch zu stark unter dem Einfluss der Schwerindustrie und von Alfred Hugenberg stand.

Dr. Mabuse, der Spieler

Da Deutschland durch den Krieg von Filmimporten weitgehend abgeschnitten war, hatte der neue Konzern für die Eroberung des deutschen Marktes ideale Ausgangsbedingungen.
Zur Aufgabe der Ufa war bei ihrer Gründung die Produktion von Filmen – Spielfilmen, Dokumentarfilmen, Kulturfilmen und Wochenschaubeiträgen – erklärt worden, die im Ausland Propaganda für Deutschland machen sollten. Nachdem es zu Spannungen zwischen den Gründungsmitgliedern gekommen war, setzte sich bald die Deutsche Bank durch, die mit der Filmproduktion eher geschäftliche als militärische Interessen verband. Statt der Propagandafilme wurden nun aufwändige Unterhaltungsfilme wie Sumurun (1920) von Ernst Lubitsch hergestellt.
1921 wurde die Ufa, die inzwischen bereits einen bedeutenden Anteil der deutschen Kinofilme produzierte, privatisiert. Ab 1922 standen für die Filmproduktion große Ateliers in Neubabelsberg, heute Babelsberg, und Berlin-Tempelhof an der Oberlandstraße zur Verfügung, die 1926 durch den Bau der damals größten Atelierhalle Europas, die 1995 nach Marlene Dietrich benannt wurde, erweitert wurden. Nachdem 1923 u. a. die Decla-Bioscop AG übernommen wurde und Erich Pommer Chef aller Produktionsbetriebe wurde und zahlreiche Stars entdeckte und aufbaute – u. a. Emil Jannings, Pola Negri, Conrad Veidt und Lya de Putti –, erfuhr die Ufa einen weiteren Aufschwung und wurde mit Filmen wie Dr. Mabuse (1922), Die Nibelungen (1922/24) und Faust (1926) zur direkten Konkurrenz für Hollywood.

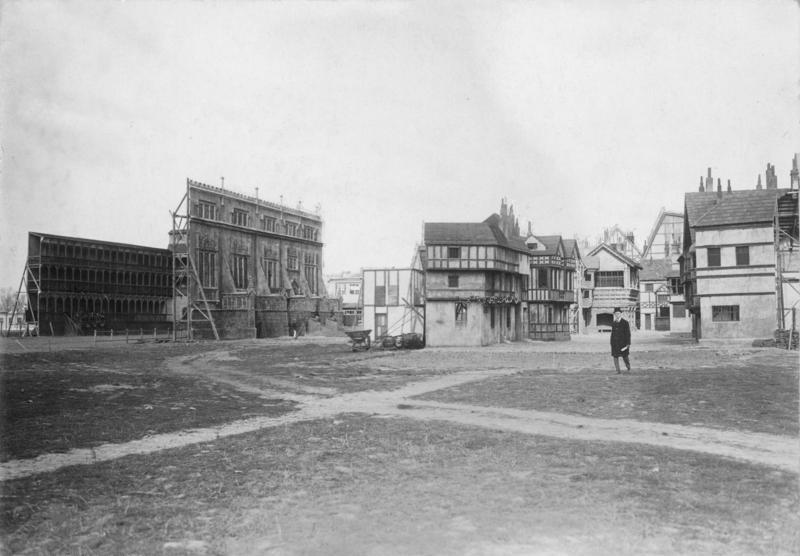
Filmgelände der Ufa in Berlin-Tempelhof, um 1920

1927 befand sich die Ufa in großen finanziellen Schwierigkeiten. Durch die Stabilisierung der deutschen Währung ab November 1923 geriet die deutsche Filmbranche allgemein in eine Krise, der Auslandsabsatz stagnierte durch nun sehr niedrige Gewinnspannen und der deutsche Markt wurde besonders für amerikanische Filmriesen wieder rentabel. Die folgende Konzentration auf einige große deutsche Filmkonzerne, die Produktion, Vertrieb und Vorführung unter einem Dach vereinten, um konkurrenzfähig zu bleiben, zehrte am Stammkapital der Ufa. Zudem verkalkulierten sich die Verantwortlichen wirtschaftlich mit den von Fritz Lang inszenierten Großproduktionen der Jahre 1924 bis 1926, Die Nibelungen und Metropolis. Verschärft wurde die Situation der UFA überdies durch die Folgen eines Knebelvertrages, den sie 1925 mit den amerikanischen Firmen Paramount und Metro-Goldwyn-Mayer abgeschlossen hatte (Parufamet-Vertrag). Bis 1940 enthielt die Ufa-Tonwoche den Hinweis auf die Zusammenarbeit mit Paramount.

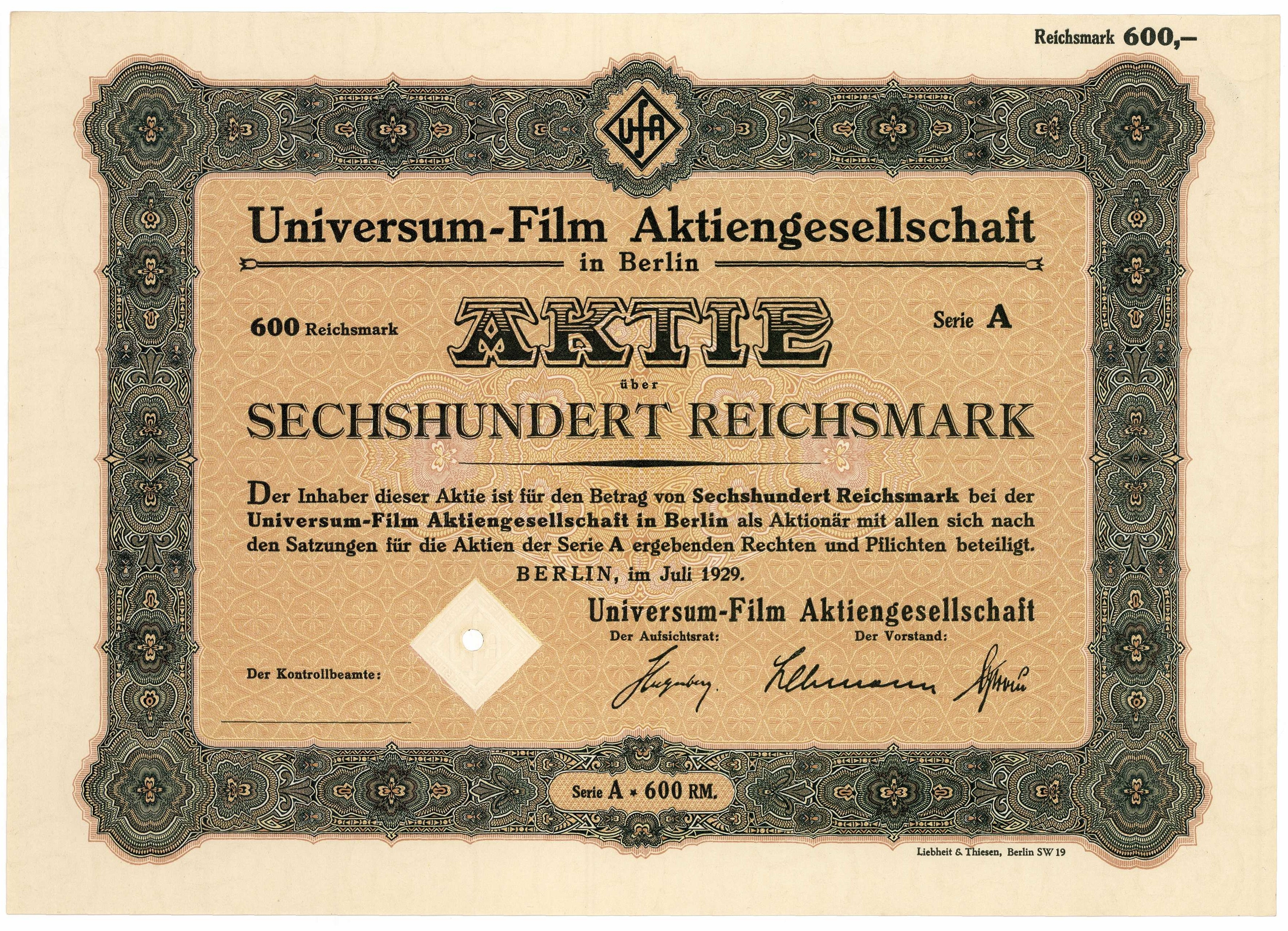
Aktie über 600 RM der Universum-Film AG vom Juli 1929 mit Unterschrift von Aufsichtsrat Hugenberg

Alfred Hugenberg – Vorsitzender der Deutschnationalen Volkspartei und Besitzer der Scherl-Gruppe, eines machtvollen Medienkonzerns – kaufte die vom Bankrott bedrohte Firma im März 1927 auf. Neuer Generaldirektor wurde Ludwig Klitzsch. Den Vorsitz des Aufsichtsrates übernahm Hugenberg selbst; sein Stellvertreter wurde der Bankier Emil Georg von Stauß.
An der Produktionspolitik der Ufa änderte sich dadurch zunächst nichts. 1928 wurde Produktionschef Erich Pommer, der für die Lang-Debakel verantwortlich gemacht wurde, durch Ernst Hugo Correll abgelöst, der die Firma durch die Umstellung auf den Tonfilm führte. Durch einen Vertrag mit der Tobis-Klangfilm, der für sie die Lizenzlage vereinfachte, hatte die Ufa gegenüber kleineren Unternehmen bei der Tonfilmproduktion einen erheblichen Vorsprung. Pommer, der dem Unternehmen als Produzent erhalten blieb, zeichnete wiederum nicht nur für den ersten Ufa-Tonfilm Melodie des Herzens (1929) verantwortlich, sondern schuf auch das Genre der so genannten „Tonfilmoperette“. Mit Lilian Harvey und Willy Fritsch, die in Filmen wie Die Drei von der Tankstelle (1930) oder Der Kongreß tanzt (1931) zum „ersten Traumpaar des deutschen Films“ und damit zu den populärsten Filmstars der späten Weimarer Republik avancierten sowie Der blaue Engel (1930) mit Marlene Dietrich, erzielte Pommer, auch durch die Herstellung englisch- und französischsprachiger Versionen, für die Ufa bis 1933 zahlreiche weltweite Erfolge.

### Verstaatlichung (1933–1945)
Die Ufa war durch den deutschnationalen Geist, der in ihr herrschte, auf die Zwecke der nationalsozialistischen Propaganda und deren Filmpolitik zugeschnitten. Zudem wurde Hugenberg gleich nach der nationalsozialistischen Machtübernahme vom 30. Januar 1933 zum Reichswirtschaftsminister ernannt.
Begünstigt durch diese Personalunion stellte er die Ufa nun offen den Propagandazwecken von Joseph Goebbels zur Verfügung, auch wenn er bereits im Juni 1933 auf Druck von Hitler wieder aus dem Amt entlassen wurde. So beschloss der Vorstand der Ufa in vorauseilendem Gehorsam gegenüber dem NSDAP-Regime bereits am 29. März 1933, zahlreiche jüdische Mitarbeiter zu entlassen. Das NSDAP-Regime errichtete im Sommer 1933 die Reichsfilmkammer; diese erließ eine Verordnung zum Ausschluss jüdischer Filmschaffender. 1936 wurde mit der von Hans Traub auf dem Filmgelände Babelsberg eingerichteten Ufa-Lehrschau das erste Filminstitut in Deutschland gegründet.

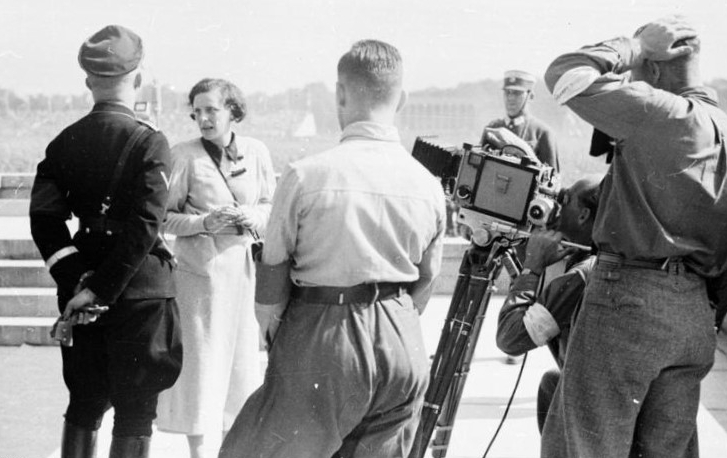
Leni Riefenstahl bei Aufnahmen zu ihrem Film Triumph des Willens 1934

Goebbels brachte systematisch neben den übrigen Medien-Unternehmen auch die Ufa unter die Kontrolle seines Propagandaministeriums. Am 18. März 1937 musste der Hugenberg-Konzern seine Ufa-Aktien für 21,25 Millionen Reichsmark an die Cautio Treuhand GmbH verkaufen, eine quasi-staatliche Holdinggesellschaft, die im Auftrag von Goebbels arbeitete. Damit war die Ufa faktisch verstaatlicht. Neuer Aufsichtsratsvorsitzender wurde Emil Georg von Stauß, Generaldirektor blieb Ludwig Klitzsch, Pressechef wurde Carl Opitz. Im Mai wurde ein von Carl Froelich geleiteter, tatsächlich jedoch von Goebbels gesteuerter Kunstausschuss gegründet, der direkten Einfluss auf die Produktionsplanung der Ufa nahm und die Kompetenzen des Produktionschefs, Ernst Hugo Correll, erheblich beschnitt. Nachdem Correll sich weigerte, der NSDAP beizutreten, wurde er 1939 entlassen.
Zu den Produktionseinrichtungen der Ufa zählten zum Zeitpunkt ihrer Verstaatlichung 27 Filmateliers, davon neun in Neubabelsberg (Potsdam-Babelsberg) und sieben in Berlin-Tempelhof, darunter auch drei, die nur noch der Form nach der Carl Froelich-Film GmbH gehörten. Daneben verfügte die Ufa über zwei Studios zur Nachsynchronisation, ein Mischstudio, zwei Trickstudios, zwei Ateliers für Werbefilme, eines für Zeichentrickfilme und ein kleines Ausbildungsatelier.
Die Ufa erlebte unter dem Nationalsozialismus eine erneute kommerzielle Hochblüte, nicht zuletzt dank zahlreicher protektionistischer Maßnahmen, mit denen das Regime die Firma z. B. von lästiger in- und ausländischer Konkurrenz befreite und ihr deren Produktionseinrichtungen und -stäbe eingliederte (siehe auch: Nationalsozialistische Filmpolitik). Mit der Besetzung fast ganz Europas beschaffte der nationalsozialistische Staat der Ufa obendrein neue Absatzmärkte. Nachdem sie während des Krieges Produktionseinrichtungen u. a. in Frankreich und Belgien übernommen hatte, fand ein Drittel ihrer Umsätze im Ausland statt. Der wirtschaftliche Höhenflug der Ufa ermöglichte einen weiteren Ausbau des bereits in der Stummfilmzeit begründeten Starsystems. Die höchstbezahlten Stars der Ufa waren in der Zeit des Nationalsozialismus Hans Albers und Zarah Leander; unter den Regisseuren war es Veit Harlan, der die höchsten Gagen erhielt. Mit Frauen sind doch bessere Diplomaten erschien 1941 der erste Ufa-Spielfilm in Farbe.
Am 10. Januar 1942 wurde die Ufa schließlich zum Kern der Ufa-Film GmbH (UFI), in der die gesamte deutsche Filmproduktion zusammengefasst war. Weitere eingegliederte Firmen waren die Bavaria Film, die Berlin-Film, die Terra Film, die Tobis AG, die Prag-Film und die Wien-Film.
Die Personalhierarchie der Ufa wurde dem nationalsozialistischen Führerprinzip entsprechend reorganisiert. Die Koordination der einzelnen Zweigbetriebe des UFI-Konzerns war Aufgabe des neu eingesetzten Reichsfilmintendanten. Ihm unterstanden die Produktionschefs, die für die Gesamtplanung der Jahresprogramme und der Gestaltung der Stoffe bis zur Drehreife verantwortlich waren und wiederum den Produktionsgruppenleitern und Regisseuren ihre Weisungen erteilten. Laut dem American Jewish Committee beschäftigte das Unternehmen während des Nationalsozialismus Zwangsarbeiter.

### Entflechtung und Reprivatisierung (1945–1964)
Ende April 1945 wurden die Ufa-Ateliers in Berlin-Tempelhof und Potsdam-Babelsberg, dem heutigen Studio Babelsberg, von Einheiten der Roten Armee besetzt. Nachdem die deutsche Wehrmacht am 7. und 9. Mai bedingungslos kapituliert hatte, wurde mit dem Military Government Law No. 191 zunächst jede weitere Produktion von Filmen untersagt. Mit dem Military Government Law No. 52 wurde am 14. Juli das gesamte reichseigene Filmvermögen der UFI-Holding beschlagnahmt. Jegliche Tätigkeit in der Filmindustrie wurde unter strenge Lizenzierungsvorschriften gestellt und die Filme einer Zensur unterzogen.
Die sowjetische Militärregierung, der an einem raschen Wiederaufbau der deutschen Filmindustrie unter sowjetischer Aufsicht gelegen war, gliederte die Babelsberger Ateliers der am 17. Mai 1946 gegründeten DEFA ein. Zwei Monate vor Gründung der DEFA begannen die Dreharbeiten zu Wolfgang Staudtes Die Mörder sind unter uns, dem ersten deutschen Spielfilm der Nachkriegsgeschichte. Der erste deutsche Trümmerfilm entstand in den Althoff-Ateliers in Babelsberg und in den Jofa-Ateliers in Berlin-Johannisthal.
Das filmpolitische Hauptziel der westlichen Besatzungsmächte bestand hingegen darin, künftig jegliche Machtanhäufung in der deutschen Filmindustrie zu verhindern. Auch hatten die westlichen Alliierten mehr Interesse daran, den deutschen Kinomarkt für die eigenen Erzeugnisse zu erschließen, als die deutsche Filmindustrie schnell wieder Fuß fassen zu lassen. Trotz des von der amerikanischen und der britischen Militärregierung erlassenen „Lex UFI“ (September 1949) und eines vom Deutschen Bundestag verabschiedeten Entflechtungsgesetzes (Juni 1953) ging die Reorganisation darum nur sehr zögerlich vonstatten.
Erst 1956 kam es zur Ausgliederung der Bavaria und zur Reprivatisierung der Rest-Ufa. Hinter der Gründung der neuen Universum-Film AG, zu deren Produktionseinrichtungen das Afifa-Kopierwerk und die Ateliers in Berlin-Tempelhof gehörten, stand ein Bankenkonsortium unter der Führung der Deutschen Bank. Vorstandsvorsitzender wurde Arno Hauke, der bisherige Generaltreuhänder für das UFI-Vermögen in der britischen Zone. Der erste Film der Universum-Film AG, ein Kurzdokumentarfilm mit dem Titel Am Seidenen Faden, kam 1955 heraus. 1958 erschien der erste Spielfilm, Ist Mama nicht fabelhaft?, mit Luise Ullrich. Nach zehn weiteren Spielfilmen, in denen bewährte Filmkünstler wie Kurt Bernhardt, Wilhelm Dieterle, Helmut Käutner und Wolfgang Liebeneiner, aber auch Neulinge wie Peter Beauvais, Rolf von Sydow und Georg Tressler, Regie geführt hatten, wurde die Kinofilmproduktion 1961 ganz eingestellt.

### Übernahme durch Bertelsmann, später Neugestaltung als Fernsehproduktionsgesellschaft (1964–1994)
Von der Deutschen Bank, die Hauptaktionärin der Ufa war und als Konsortialführerin der Aktionäre die Geschäftspolitik bestimmte, erwarb 1964 der Bertelsmann-Generalbevollmächtigte Manfred Köhnlechner im Auftrag von Reinhard Mohn die komplette Universum Film AG, welche bilanzmäßig stark verschuldet war, für etwa fünf Millionen Deutsche Mark, und wenige Monate später die Ufa-Filmtheaterkette für knapp elf Millionen D-Mark. Um den Ausverkauf der Filmrechte der alten Ufa zu verhindern, wurde auf Betreiben der Bundesregierung und der Filmwirtschaft die in Wiesbaden ansässige Friedrich-Wilhelm-Murnau-Stiftung errichtet, die 1966 die Rechte an den Ufa- und Bavaria-Filmen erwarb und seither verwaltet, lagert und restauriert.

Logo (1991 bis 2013)

1972 erwarb die Riech-Gruppe die Ufa-Theater AG und führte diese mit einer Lizenz von Bertelsmann unter dem Ufa-Rhombus weiter. Das Ufa-Namensrecht verblieb indes bei Bertelsmann. Es kam unter Werner Mietzner zu einer Renaissance der Ufa-Produktionen in der Ufa Fernsehproduktion. Mit dem Start des Privatfernsehens in der Bundesrepublik 1984 bündelte die Bertelsmann-Gruppe ihre Film- und Fernsehaktivitäten in einer neuen Holding. Über die Ufa Film und Fernseh GmbH in Hamburg wurden auch Beteiligungen an Hörfunk- und Fernsehsendern wie RTL und Premiere gehalten sowie neue Film- und Sportrechte aufgebaut und vermarktet.
Seit Herbst 1991 standen die Produktionsfirmen der UFA Berlin unter der Leitung von Wolf Bauer, Norbert Sauer und Axel Reick. Sie entwickelten die nunmehr UFA Film & TV Produktion GmbH genannte Gesellschaft mit neuem Logo zum größten deutschen Produktionsunternehmen. Seit der Umbenennung wurden die abgekürzten Buchstaben groß- und nicht mehr ausgeschrieben (Ufa -> UFA), da auch das Ausschreiben von „A“ als „AG“ als nicht mehr sinnvoll erschien und vor allem eine inhaltliche Abgrenzung zur „alten Ufa“ erfolgte.

### Einfügung in die Bertelsmann-Tochter RTL Group (1994–Gegenwart)
Preisgekrönte Fernsehfilme, langlaufende Formate der leichten Unterhaltung, quotenstarke Seifenopern, Serien-Dauerbrenner, Sitcoms und Non-Fiction-Programme machten die UFA mit über 2800 gesendeten Programmstunden im Jahr zum Marktführer des deutschen Fernsehmarktes. Anfang 1994 fusionierte die Holdinggesellschaft UFA Hamburg (jetzt Köln) mit der europaweit vertretenen luxemburgischen Rundfunkanstalt CLT, die diverse Fernsehsender unter der Bezeichnung RTL betrieb und an der Bertelsmann auch eine Beteiligung hatte, in Luxemburg zur CLT-UFA. Das neue Unternehmen war zu 50 % im Besitz von Bertelsmann. Im April 2000 kam es zu einem Zusammenschluss mit der britischen Pearson TV und zur Bildung der luxemburgischen RTL Group, an der Bertelsmann ab Ende 2001 die Mehrheit (90,4 %) hielt. Alle weltweiten Produktionsaktivitäten der RTL Group wurden in der britischen Tochter FremantleMedia zusammengefasst, die UFA hingegen konnte als Dachgesellschaft aller Produktionsaktivitäten der FremantleMedia in Deutschland in neuer Form weiterbestehen. UFAInteractive, eine kleine, der Holding unmittelbar zugeordnete Tochter, sollte sich selbständig und die größeren beratend um Innovationsbedarf kümmern: wie Programminhalte für Mobilfunk und Spartenkanäle.
Mit dem strategischen Ziel unter dem Titel ONE UFA fand zum 9. August 2013 eine weitere Umstrukturierung der UFA statt. Die Organisationsstruktur wurde auf die drei Produktionsbereiche UFA Fiction, UFA Serial Drama und UFA Show & Factual vereinfacht und der Firmenname parallel zu UFA GmbH verkürzt.

## Organisationsstruktur
1997 wurde die UFA Film & TV Produktion GmbH mit der Compagnie Luxembourgeoise de Télédiffusion (CLT) zur CLT-UFA zusammengeschlossen, an der Bertelsmann über die UFA die Hälfte der Anteile hielt. Durch die Übernahme des Konkurrenten Pearson TV durch die CLT-UFA entstand im Juli 2000 die RTL Group, die wenig später ebenfalls an Bertelsmann ging. Während die internationalen Produktionsaktivitäten des neuen Konzerns in der FremantleMedia (als Nachfolger von Pearson TV) vereint wurden, bildete sich die UFA nun zur Tochter von FremantleMedia für die Produktionsaktivitäten von Bertelsmann in Deutschland. Unter dem Dach der UFA Film & TV Produktion GmbH agierten bis August 2013 acht Tochtergesellschaften: UFA Fernsehproduktion, UFA Entertainment, Grundy UFA, Grundy Light Entertainment, UFA Cinema, Teamworx, Phoenix Film sowie UFA Brand Communication.

### Heutige Aufteilung
Im August 2013 fand eine Umstrukturierung statt, bei der die Organisationsstruktur auf vier Produktionsbereiche vereinfacht wurde. Fortan existieren in der umbenannten UFA GmbH diese vier Units:
- UFA Fiction (Reihen & Serien, Fernsehspielfilme und Kinofilme, ehemals UFA Fernsehproduktion, Phoenix Film, teamWorx)
- UFA Serial Drama (tägliche und wöchentliche Serien)
- UFA Show & Factual (Unterhaltungsformate wie Shows und Dokutainment)
- UFA GG (UFA Good Games) Erweiterung im Bereich E-Sport und Gaming

### Ehemalige Tochtergesellschaften
- UFA Cinema GmbH
- UFA brand communication GmbH
- UFA Factual
- UFA Filmproduktion
- UFA Film- & Medienproduktion GmbH
- UFA Interactive
- GRUNDY Light Entertainment GmbH
- Grundy UFA (Grundy UFA Baleares, Magyar Grundy UFA)
- Passion
- Phoenix Film
- TeamWorx
- UFA Lab

## Filme (Auswahl)
Ihre Blütezeit erlebte die Ufa in den 1920er bis 1940er Jahren. Während dieser Zeit hatte sie maßgeblichen Anteil an der deutschen Filmgeschichte. Zu den bekanntesten Produktionen der Ufa/UFA gehören:

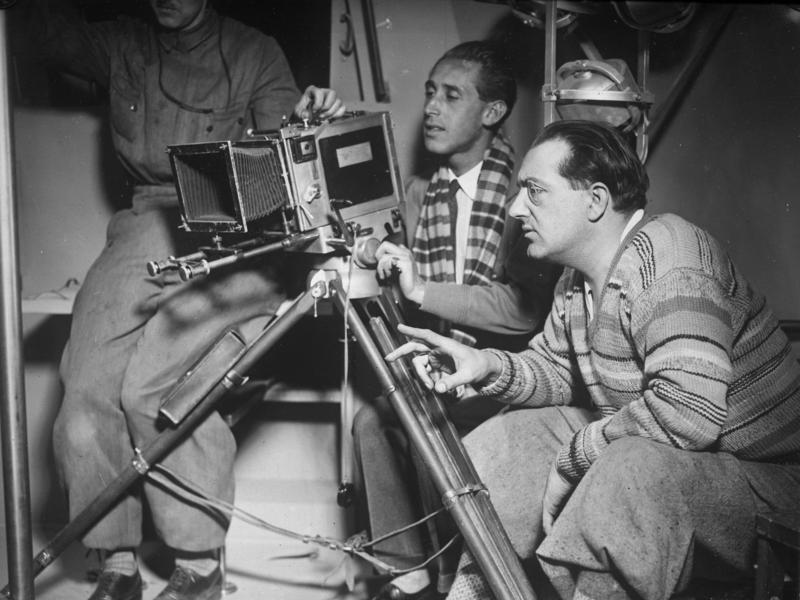
Fritz Lang bei den Dreharbeiten zum Film Frau im Mond (1929)

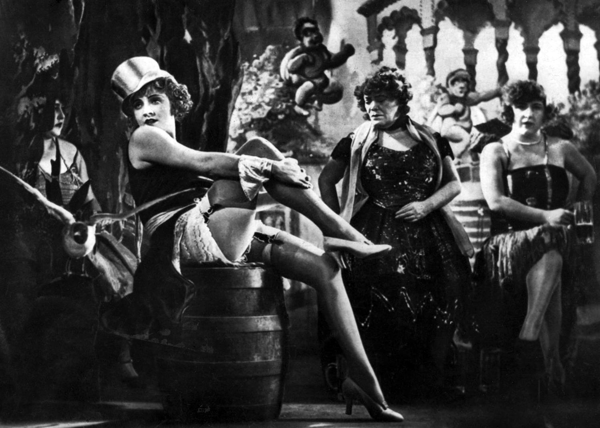
Marlene Dietrich in Der blaue Engel (1930)

Die Feuerzangenbowle (1944)

- 1922: Dr. Mabuse, der Spieler (Regie: Fritz Lang)
- 1922/24: Die Nibelungen (2 Teile / Regie: Fritz Lang)
- 1924: Der Turm des Schweigens (Regie: Johannes Guter)
- 1925: Zur Chronik von Grieshuus (Regie: Arthur von Gerlach)
- 1925: Varieté (Regie: Ewald Andreas Dupont)
- 1925: Ein Walzertraum (Regie: Ludwig Berger)
- 1927: Metropolis (Regie: Fritz Lang) Erster Science-Fiction der Welt in Spielfilmlänge und eines der bedeutendsten Werke der Filmgeschichte
- 1928: Spione (Regie: Fritz Lang)
- 1928: Frau im Mond (Regie: Fritz Lang) Erfindung des Countdown
- 1929: Melodie des Herzens (Regie: Hanns Schwarz) Erster deutscher komplett vertonte Spielfilm
- 1930: Der blaue Engel (Regie: Josef von Sternberg)
- 1930: Die Drei von der Tankstelle (Regie: Wilhelm Thiele)
- 1930: Einbrecher (Regie: Hanns Schwarz)
- 1930: Rosenmontag (Regie: Hans Steinhoff)
- 1931: Der Kongreß tanzt (Regie: Erik Charell)
- 1931: Der Mann, der seinen Mörder sucht (Regie: Robert Siodmak)
- 1931: Ihre Hoheit befiehlt (Regie: Hanns Schwarz)
- 1931: Bomben auf Monte Carlo (Regie: Hanns Schwarz)
- 1931: Meine Frau, die Hochstaplerin (Regie: Kurt Gerron)
- 1932: Es wird schon wieder besser (Regie: Kurt Gerron)
- 1932: Ein blonder Traum (Regie: Paul Martin)
- 1933: Ich und die Kaiserin (Regie: Friedrich Hollaender)
- 1934: Die Insel (Regie: Hans Steinhoff)
- 1934: Freut Euch des Lebens (Regie: Hans Steinhoff)
- 1935: Der grüne Domino (Regie: Herbert Selpin)
- 1935: April, April! (Regie: Detlef Sierck)
- 1935: Der höhere Befehl (Regie: Gerhard Lamprecht)
- 1935: Das Mädchen vom Moorhof (Regie: Detlef Sierck)
- 1935: Triumph des Willens (Regie: Leni Riefenstahl)
- 1935: Einer zuviel an Bord (Regie: Gerhard Lamprecht)
- 1935: Amphitryon – Aus den Wolken kommt das Glück (Regie: Reinhold Schünzel)
- 1936: Glückskinder (Regie: Paul Martin)
- 1936: Schlußakkord (Regie: Detlef Sierck)
- 1937: Der Mann, der Sherlock Holmes war (Regie: Karl Hartl)
- 1938: Verklungene Melodie (Regie: Viktor Tourjansky)
- 1939/41: Frauen sind doch bessere Diplomaten (Regie: Georg Jacoby) Erster deutscher Spielfilm in Farbe
- 1942: Die große Liebe (Regie: Rolf Hansen) Kommerziell erfolgreichster Film in der Zeit des Nationalsozialismus
- 1943: Münchhausen (Regie: Josef von Baky) Der Spielfilm in Farbe zum 25. Jubiläum der Ufa
- 1943/45: Kolberg (Regie: Veit Harlan) Monumentaler Propagandafilm kurz vor dem Zusammenbruch des Dritten Reiches
- 1944:Die Feuerzangenbowle (Regie: Helmut Weiss)
- 1944/46: Unter den Brücken (Regie: Helmut Käutner)
- 2011: Dschungelkind (Regie: Roland Suso Richter)
- 2012: Jesus liebt mich (Regie: Florian David Fitz)
- 2013: Unsere Mütter, unsere Väter (Regie: Philipp Kadelbach)
- 2013: Der Medicus (Regie: Philipp Stölzl)
- 2013: Hanni & Nanni 3 (Regie: Dagmar Seume)
- 2015: Ich bin dann mal weg (Regie: Julia von Heinz)
- 2016: Mängelexemplar (Regie: Laura Lackmann)
- 2018: Der Junge muss an die frische Luft – Meine Kindheit und ich (Regie: Caroline Link)
- 2019: Ich war noch niemals in New York (Regie: Philipp Stölzl)
- 2020: Betonrausch (Regie: Cüneyt Kaya)
- 2022: Stasikomödie (Regie: Leander Haußmann)
- 2022: Tausend Zeilen (Regie: Michael Herbig)
- 2023: Das fliegende Klassenzimmer (Regie: Carolina Hellsgård)
- 2024: Ein Fest fürs Leben (Regie: Richard Huber)

## Serien und Reihen (Auswahl)
- 1978–2020: SOKO München
- seit 1994: Ein starkes Team
- 1997–2007: Hinter Gittern – Der Frauenknast
- seit 2001: SOKO Leipzig
- 2009–2012: Flemming
- 2015–2020: Deutschland 83 / Deutschland 86 / Deutschland 89
- 2016–2019: Die Spezialisten – Im Namen der Opfer
- seit 2016: Ku’damm 56 / Ku’damm 59 / Ku’damm 63 / Ku’damm 77
- seit 2016: Die Diplomatin
- seit 2017: Charité
- seit 2017: Allmen
- 2018–2021: Sankt Maik
- 2018–2019: Beck is back!
- 2019–2020: Nachtschwestern
- seit 2020: Schwester, Schwester – Hier liegen sie richtig
- seit 2020: Unsere wunderbaren Jahre
- 2021: Faking Hitler
- 2021: Eldorado KaDeWe – Jetzt ist unsere Zeit
- seit 2021: All You Need
- seit 2021: Legal Affairs
- 2023: Sam – Ein Sachse
- 2023: Gute Freunde – Der Aufstieg des FC Bayern
- 2024: Helgoland 513
- 2024: Disko 76
- seit 2024: Maxton Hall – Die Welt zwischen uns

## Tägliche Formate

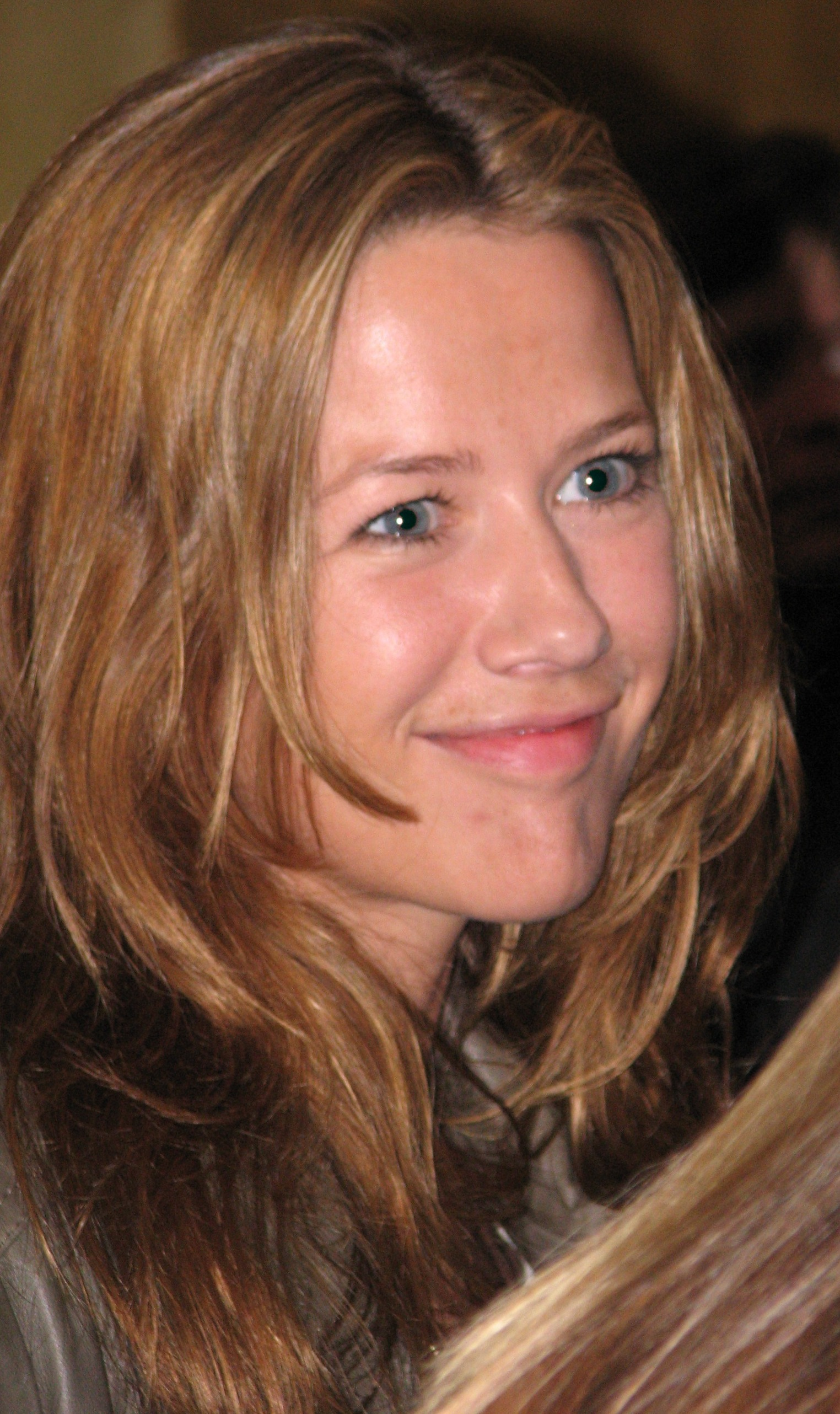
Alexandra Neldel spielte Lisa Plenske in Verliebt in Berlin

- seit 1992: Gute Zeiten, schlechte Zeiten
- seit 1994: Unter uns
- 1995–2015 + 2020–2021: Verbotene Liebe
- 2000: Großstadtträume
- 2005–2007: Verliebt in Berlin
- 2004–2005: Bianca – Wege zum Glück
- 2005–2009: Wege zum Glück
- seit 2006: Alles was zählt
- 2012: Wege zum Glück – Spuren im Sand
- 2018–2019: Freundinnen – Jetzt erst recht

## Show-Produktionen
- Das Supertalent
- Deutschland sucht den Superstar
- Himmel oder Hölle
- Sag die Wahrheit
- Wer weiß denn sowas?
- Wer bietet mehr?

## Regisseure
Bekannte Regisseure der Ufa in der Stummfilmzeit und frühen Tonfilmzeit waren Ludwig Berger, Paul Czinner, Wilhelm Dieterle, Ewald André Dupont, Karl Grune, Fritz Lang, Ernst Lubitsch, Joe May, Friedrich Wilhelm Murnau, Arthur Robison, Hanns Schwarz, Paul Ludwig Stein, Wilhelm Thiele.
Zwischen 1933 und 1942 waren die Hausregisseure unter anderem Carl Boese, Eduard von Borsody, Peter Paul Brauer, Karl Hartl, Georg Jacoby, Gerhard Lamprecht, Herbert Maisch, Paul Martin, Karl Ritter, Reinhold Schünzel (bis 1936), Detlef Sierck (bis 1938), Hans Steinhoff, Robert A. Stemmle, Viktor Tourjansky, Gustav Ucicky und Erich Waschneck.

## Jubiläum
Aus Anlass des 100-jährigen Jubiläums der Firmengründung feierte die UFA am 25. September 2017 unter Anwesenheit des Bundespräsidenten Frank-Walter Steinmeier und zahlreichen geladenen Gästen eine große Gala im Palais am Funkturm in Berlin.
Das Kino Babylon in Berlin-Mitte und das Filmmuseum Potsdam zeigten im Jahr 2017 UFA-Filme aus allen Jahrzehnten. Das Filmmuseum Potsdam widmete der UFA zusätzlich von Mai 2017 bis Februar 2018 unter dem Oberthema „100 Jahre Ufa“ eine Ausstellungsreihe mit drei wechselnden Schwerpunkten, die Stiftung Deutsche Kinemathek startete am 24. November die Ausstellung „Die Ufa – Geschichte einer Marke“. Der Fernsehsender arte zeigte eine Retrospektive.